# Матаро
Матаро (на испански: Mataró) е град в Испания. Населението му е 126 127 жители (по данни към 1 януари 2017 г.), а площта 22,57 кв. км. Намира се на 28 м н.в. в източната част на страната в часова зона UTC+1. Развит е туризмът.